# Elena Lasconi
Elena-Valerica Lasconi (ur. 20 kwietnia 1972 w Hațegu) – rumuńska dziennikarka, działaczka samorządowa i polityczka, w latach 2024–2025 przewodnicząca Związku Zbawienia Rumunii (USR).

## Życiorys
W 1990 ukończyła liceum pedagogiczne, a w 2001 studia z zarządzania w turystyce i handlu na Akademii Studiów Ekonomicznych w Bukareszcie. Od połowy lat 90. zawodowo związana z dziennikarstwem. W latach 1996–2020 pracowała w prywatnej telewizji Pro TV, gdzie była m.in. reporterką, moderatorką, producentką i korespondentką. Zaangażowała się następnie w działalność polityczną. W 2020 i 2024 wybierana na urząd burmistrza miasta Câmpulung. Dołączyła do Związku Zbawienia Rumunii, była przewodniczącą partii w okręgu Ardżesz. Miała otwierać listę wyborczą ugrupowania w wyborach europejskich w 2024, jednak ustąpiła na wniosek przewodniczącego USR Cătălina Druli. W czerwcu 2024 Elena Lasconi została wybrana na nową przewodniczącą związku.
W tym samym roku wystartowała jako przedstawicielka USR w wyborach prezydenckich. W pierwszej turze otrzymała 19,18% głosów, zajmując 2. miejsce spośród 14 zarejestrowanych pretendentów. Przeszła do drugiej tury, w której jej konkurentem został niezależny kandydat Călin Georgescu (który dostał 22,94% głosów). 6 grudnia 2024, dwa dni przed planowaną drugą turą głosowania, Trybunał Konstytucyjny unieważnił cały proces wyborczy, nakazując jego powtórzenie. Decyzję tę motywowano stwierdzonymi zewnętrznymi ingerencjami w wybory – krajowe służby specjalne wskazały, że Rumunia przed pierwszą turą stała się celem agresywnych rosyjskich ataków hybrydowych (co miało wpłynąć na nadspodziewanie dobry wynik wyborczy jej konkurenta).
Zarejestrowała się następnie jako kandydatka w wyborach prezydenckich w 2025. Kilka tygodni przed wyborami USR wycofał poparcie dla niej, popierając burmistrza Bukaresztu Nicușora Dana. Elena Lasconi nie zrezygnowała jednak ze startu. W pierwszej turze zajęła 5. miejsce z wynikiem 2,7% głosów. Wkrótce po głosowaniu w maju 2025 zrezygnowała z kierowania partią.